# Tecido conjuntivo frouxo
O tecido conjuntivo frouxo (português brasileiro) ou tecido conjuntivo laxo (português europeu) é a parte do tecido conjuntivo que tem distribuição mais ampla pelo corpo, estando presente em praticamente todos os órgãos. É composta por células, fibras e pela substância intercelular. E possui as fibras colágenas, elástica e reticular aproximadamente na mesma proporção.

## Células do tecido conjuntivo frouxo

### Fibroblastos
Os fibroblastos são células que secretam/guardam as proteínas que formam as fibras e a substância intracelular do tecido conjuntivo. Tem forma ovóide assume forma estrelada e, com atividade metabólica constante. Os fibrócitos são os fibroblastos "velhos", uma vez que não sintetizam mais as fibras como os fibroblastos, no entanto em caso de lesão, os fibrócitos voltam a forma de fibroblastos para ajudar na síntese de fibras novas e atuando na angiogênese.

### Macrófagos
Os macrófagos são células grandes e amebóides e tem como função a limpeza dos tecidos através da fagocitose de agentes infecciosos como as bactérias e restos de células.

### Plasmócitos
Os plasmócitos são células que produzem anticorpos contra substâncias estranhas que penetram no organismo. São células que migram do sangue num processo chamado diapedese.

### Mastócitos
Os mastócitos produzem Heparina (substância anti-coagulante) e Histamina (substância envolvida com as alergias).

## Fibras do tecido conjuntivo frouxo

### Colágenas
As fibras colágenas são fibras que colam. São muito fortes e resistem a forças de tração , mas não são rígidas , o que proporciona flexibilidade ao tecido. Essas fibras ocorrem em feixes paralelos uns aos outros. O arranjo de feixes confere-lhes grande força. Quimicamente , as fibras colágenas consistem na proteína colágeno. As fibras colágenas são encontradas em ossos , cartilagens , tendões e ligamentos.

### Elásticas
As fibras elásticas são fibras constituídas pela proteína elastina. São responsáveis pela elasticidade do tecido conjuntivo frouxo. Essas fibras são constituídas pela proteína elastina, circundadas pela glicoproteína fibrilina , essencial na estabilidade da fibra elástica. As fibras elásticas são fortes , mas podem ser esticadas sem se romperem , até uma vez e meia o seu comprimento relaxado. São abundantes na pele , no tecido pulmonar e nas paredes dos vasos sanguíneos.
Reticulares
As fibras reticulares também são formadas por colágeno. Ligam o tecido conjuntivo aos tecidos vizinhos.
São Ramificadas. Formam um traçado firme que liga o tecido conjuntivo aos tecidos vizinhos. Dão sustentação às paredes dos vasos sanguíneos e formam redes ramificadas ao redor das células adiposas , fibras nervosas e células musculares esqueléticas e lisas. Produzidas pelos fibroblastos , são muito mais finas do que as fibras colágenas. Como as fibras colágenas , as fibras reticulares dão sustentação e força e também formam o estroma que é uma estrutura de sustentação de muitos órgãos moles , como o baço e os linfonodos.